# Château du Mesnil-Saint-Denis
Le château du Mesnil-Saint-Denis est un château situé dans la commune du Mesnil-Saint-Denis, dans le département des Yvelines.

## Histoire
Le château fut édifié pour Louis Habert de Montmort, secrétaire des Finances de Henri III et trésorier général ordinaire des guerres, probablement dès 1579- 1580.
Il passa à son petit-fils, Henri Louis Habert de Montmor, qui le transmit par la suite  à son fils Jean Louis Habert de Montmor, intendant général des Galères de France. Son neveu, Jean-Louis de Rieu du Fargis, en hérita en 1724.
En 1737, il fut acquis par Charles de Selle (1707-1786), conseiller d'État.
En 1842, il passe à la femme de lettres Sophie Gay.
En 1865, il est acquis par Pierre Adolphe Husson et son épouse Pauline Carcenac (fille de Henry-Gustave Carcenac, maire du 2e arrondissement de Paris). La famille Husson-Carcenac fait restaurer le château sous la direction de l'architecte Hippolyte Destailleur et y font bâtir une chapelle en 1884. Leur fille Marie-Adèle-Alexandra Husson-Carcenac (en religion sœur Marie de la Nativité) est la fondatrice du Monastère du Sacré-Cœur du Mesnil-Saint-Denis. Une autre de leurs filles épousa l'armateur Fernand Crouan.
Durant la guerre franco-allemande de 1870, le château est occupé par les troupes prussiennes commandées par le grand-duc Frédéric-François II de Mecklembourg-Schwerin puis par le prince Frédéric-Guillaume de Hohenlohe. 
En 1929, il passe au ministre norvégien Fredrik Herman Gade (en).
En 1940, le roi d'Albanie Zog 1er et la reine Géraldine, en exil, y résident.
Le 4 janvier 1947, il fait l’objet d’une inscription au titre des monuments historiques,. La même année, Milton Reynolds (en) rachète le château  et y installe la production de stylos de la marque Reynolds dans les communs.
En 1952 le château est acheté par la commune du Mesnil-Saint-Denis pour y installer la mairie et les services techniques.

## Le château
Parmi les parties constituantes du château classé Monument historique figurent une vingtaine d'"objets" ( lambris de revêtement, cheminée, volets intérieurs, portes, bas-reliefs, peintures allégoriques, verrières, sablières, statues).

## Le parc
Un vase décoratif et deux bancs de jardin ont été inscrits à l'Inventaire général

## Galerie

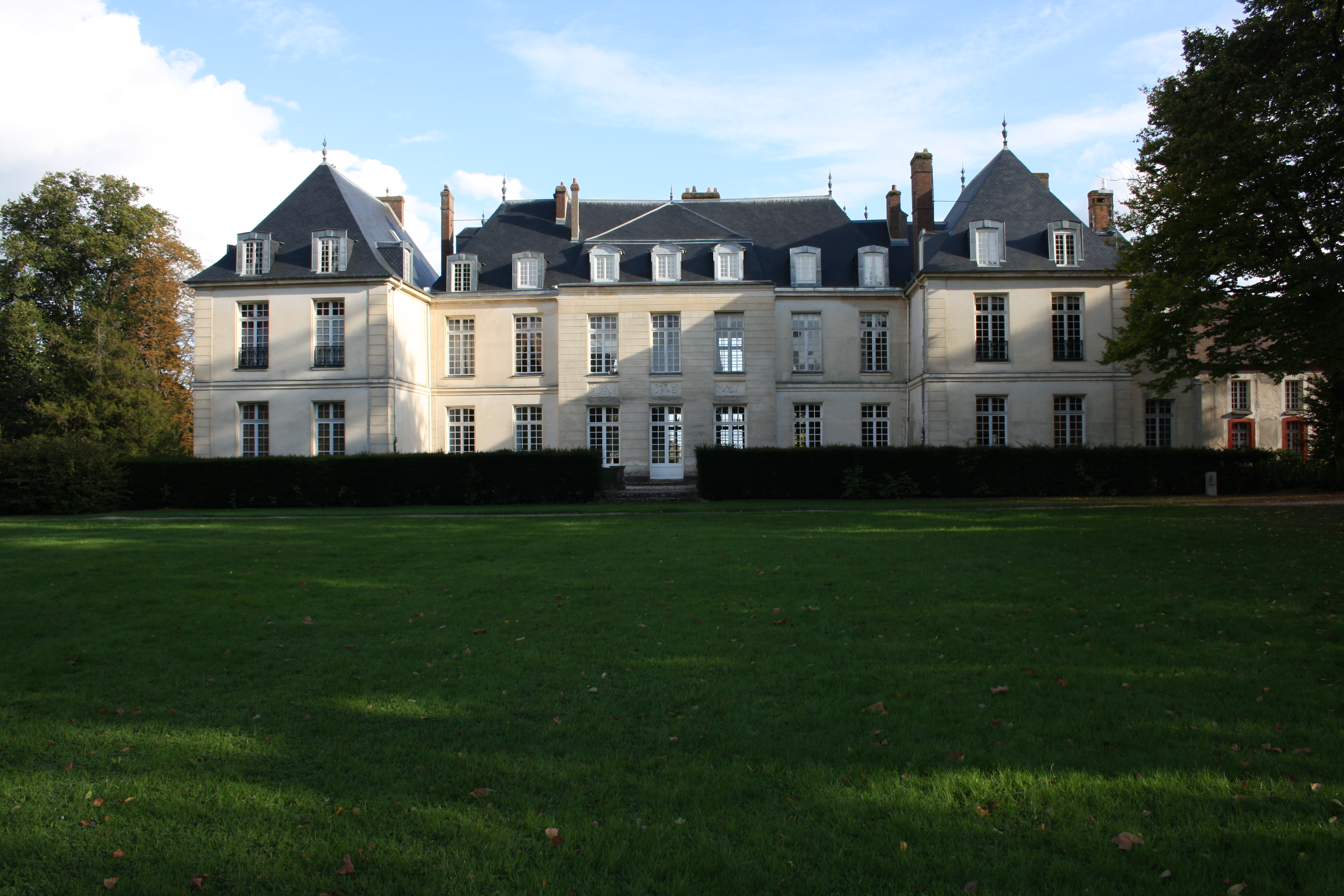
Côté jardin.
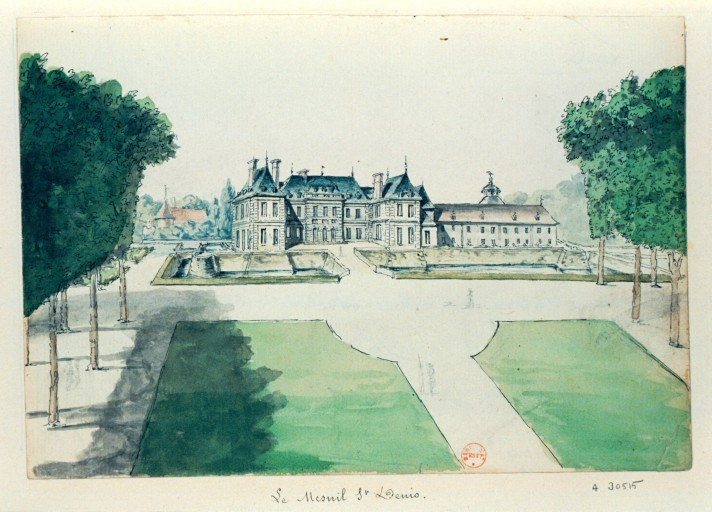
Dessin du château.